# مايوود (إلينوي)
مايووود (بالإنجليزية: Maywood)‏ هي إحدى قرى مقاطعة كوك، إلينوي. تم إنشاؤها في عام 1869. إحصاء عام 2000 لتعداد السكان بلغ 26.987

## التركيبة السكانية
حدّد مكتب تعداد الولايات المتحدة بيانات التركيبة السكانية لمايوود في تعداد الولايات المتحدة. في ما يلي، التركيبة السكانية حسب تعدادي 2000 و2010.

### تعداد عام 2000
بلغ عدد سكان مايوود 26,987 نسمة بحسب تعداد عام 2000، وبلغ عدد الأسر 7,937 أسرة وعدد العائلات 6,151 عائلة مقيمة في القرية. في حين سجلت الكثافة السكانية 3,833.4 نسمة لكل كيلومتر مربع (9,928.5/ميل2). وبلغ عدد الوحدات السكنية 8,475 وحدة بمتوسط كثافة قدره 1,203.8 لكل كيلومتر مربع (3,117.8/ميل2).
وتوزع التركيب العرقي للقرية بنسبة 9.73% من البيض و82.66% من الأمريكيين الأفارقة و0.13% من الأمريكيين الأصليين و0.30% من الأمريكيين ذوي الأصول الآسيوية و0% من سكان جزر المحيط الهادئ و5.56% من الأعراق الأخرى و1.63% من عرقين مختلطين أو أكثر و10.53% من الهسبانيون أو اللاتينيون من أي عرق.
بلغ عدد الأسر 7,937 أسرة كانت نسبة 49.4% منها لديها أطفال تحت سن الثامنة عشر تعيش معهم، وبلغت نسبة الأزواج القاطنين مع بعضهم البعض 40.7% من أصل المجموع الكلي للأسر، ونسبة 30.2% من الأسر كان لديها معيلات من الإناث دون وجود شريك،  بينما كانت نسبة 6.6% من الأسر لديها معيلون من الذكور دون وجود شريكة وكانت نسبة 22.5% من غير العائلات. تألفت نسبة 19.1% من أصل جميع الأسر من عدة أفراد يعيشون في نفس المنزل ونسبة 6.8% كانت تتألف من شخص يعيش بمفرده يبلغ من العمر 65 عاماً أو أكثر. وبلغ متوسط حجم الأسرة المعيشية 3.38، أما متوسط حجم العائلات فبلغ 3.84.
بلغ العمر الوسطي للسكان 30.7 عاماً. وكانت نسبة 31.7% من القاطنين تحت سن الثامنة عشر، وكانت نسبة 10.4% بين الثامنة عشر والرابعة والعشرين عاماً، ونسبة 27.6% كانت واقعةً في الفئة العمرية ما بين الخامسة والعشرين والرابعة والأربعين عاماً، ونسبة 20.5% كانت ما بين الخامسة والأربعين والرابعة والستين، ونسبة 9.2% كانت ضمن فئة الخامسة والستين عاماً فما فوق. يوجد لكل 100 أنثى 87.9 ذكر، ويوجد لكل 100 أنثى في الثامنة عشر من عمرها فما فوق 82.2 ذكر.
بلغ متوسط دخل الأسرة في القرية 41,727 دولارًا، أما متوسط دخل العائلة فبلغ 46,672 دولارًا. وكان متوسط دخل الذكور 32,846 دولارًا مقابل 27,571 دولارًا للإناث. وسجل دخل الفرد الخاص بالقرية 15,084 دولارًا. وكانت نسبة 11% من العائلات ونسبة 13.1% من السكان تحت خط الفقر، وكان من هؤلاء نسبة 16.7% تحت سن الثامنة عشر ونسبة 11.9% في الخامسة والستين من العمر وما فوق.

## معرض صور

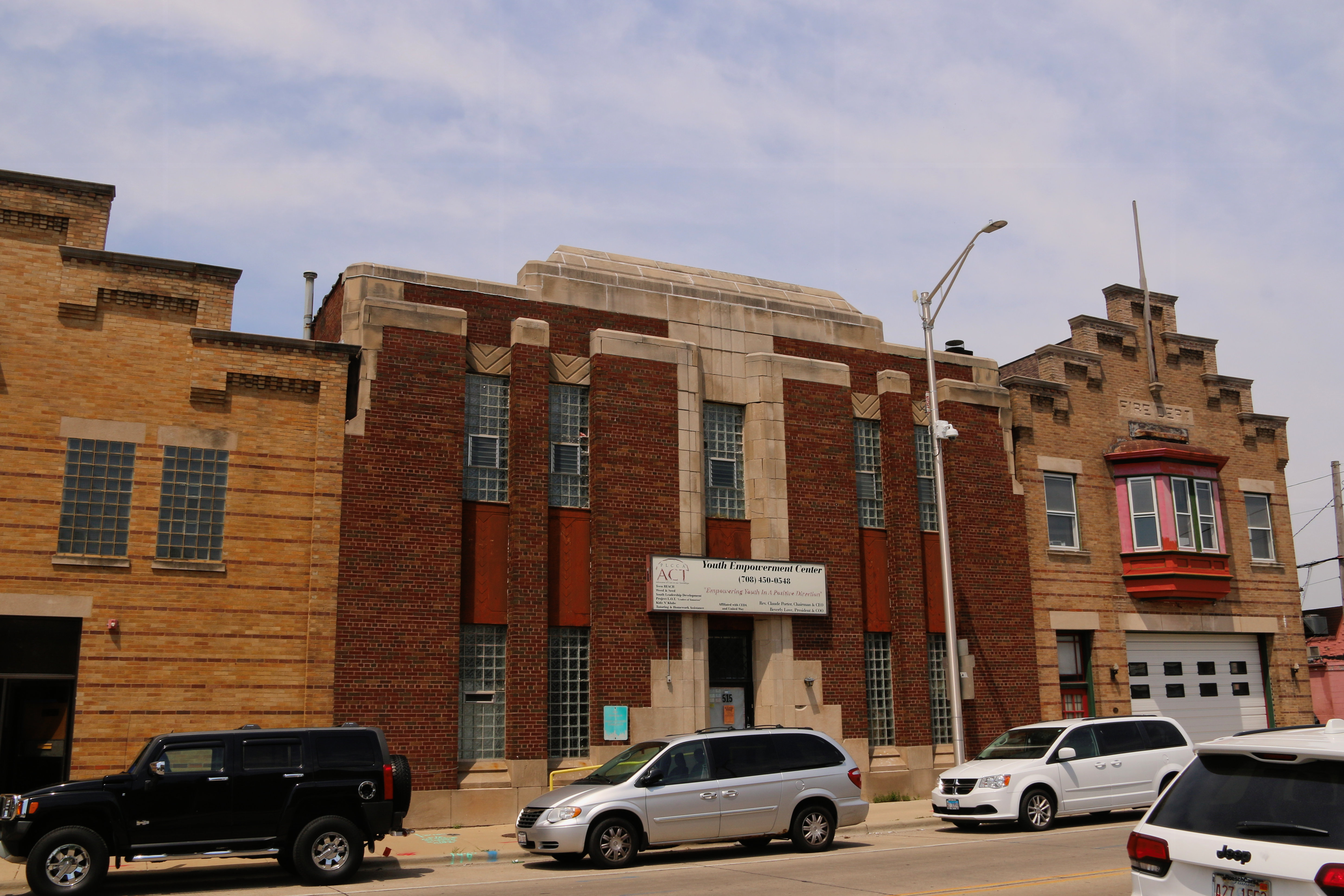
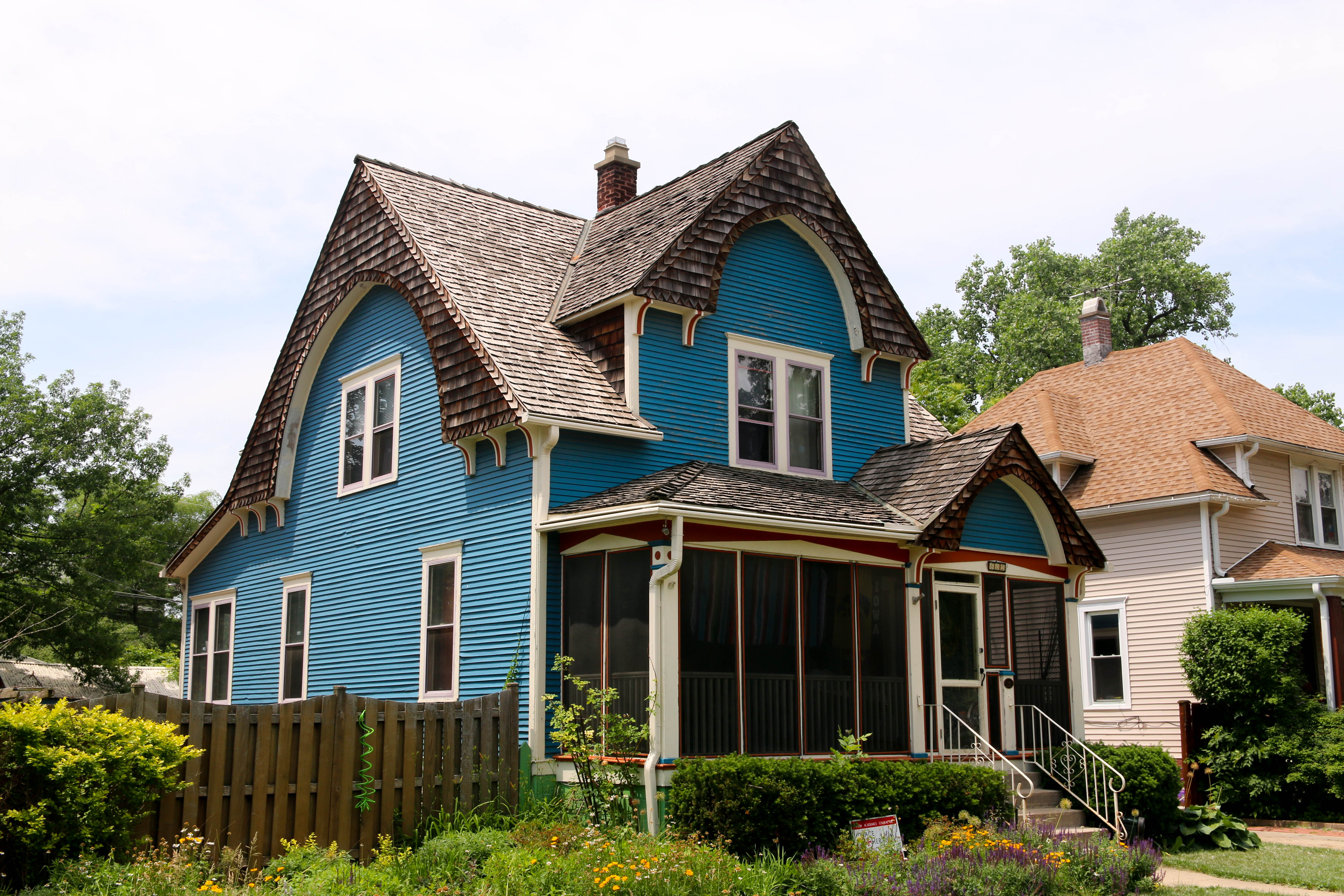
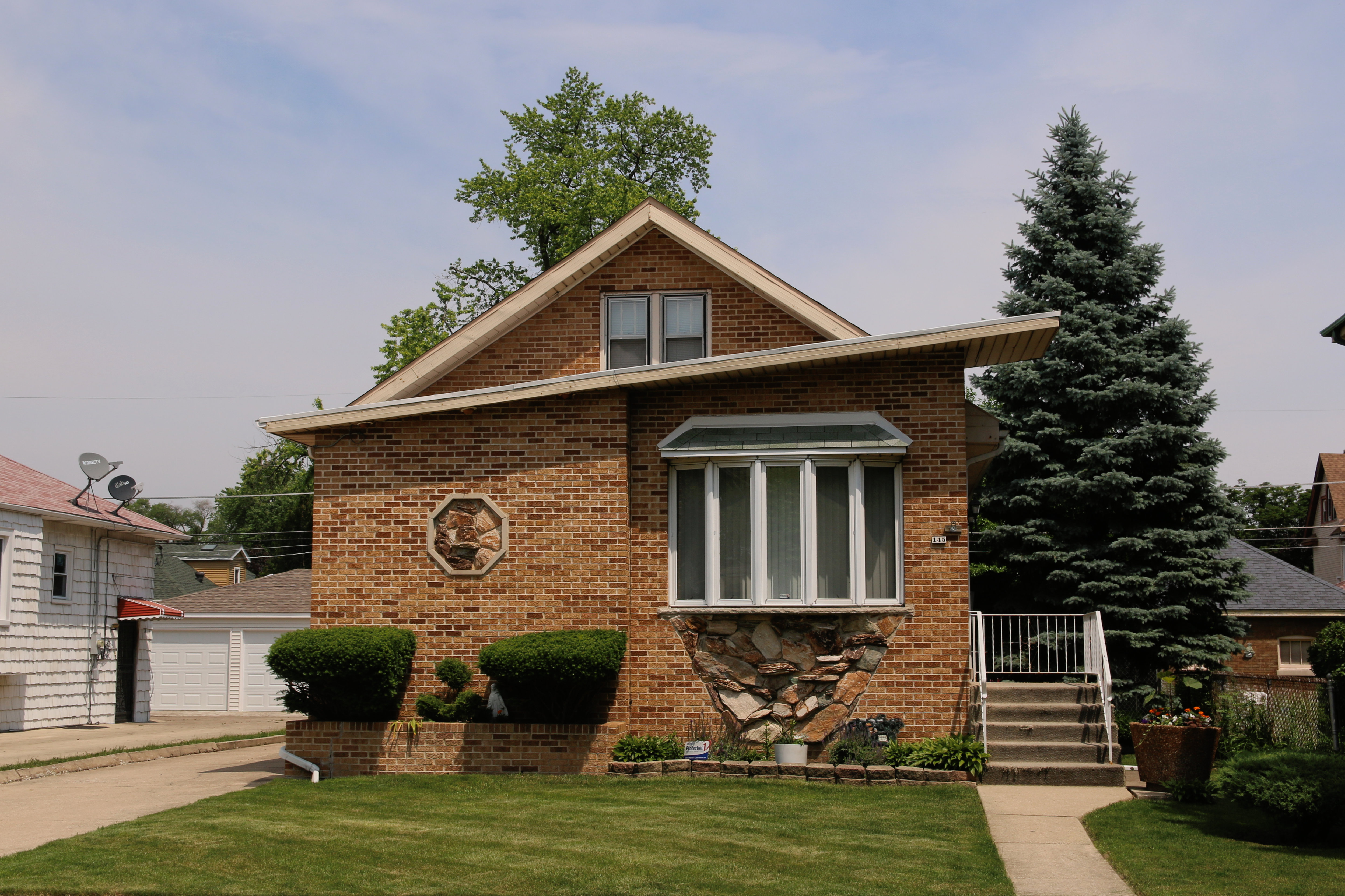
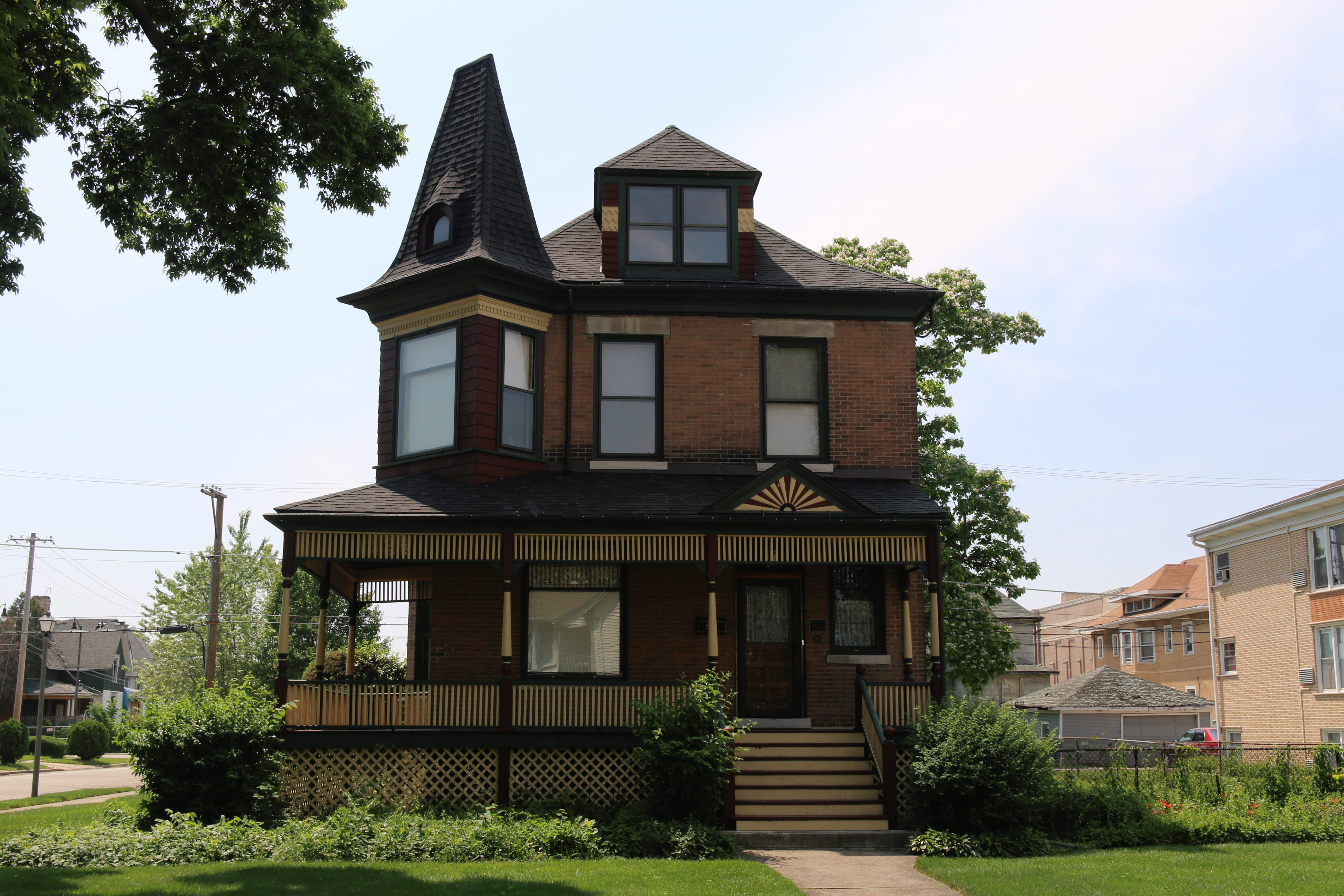
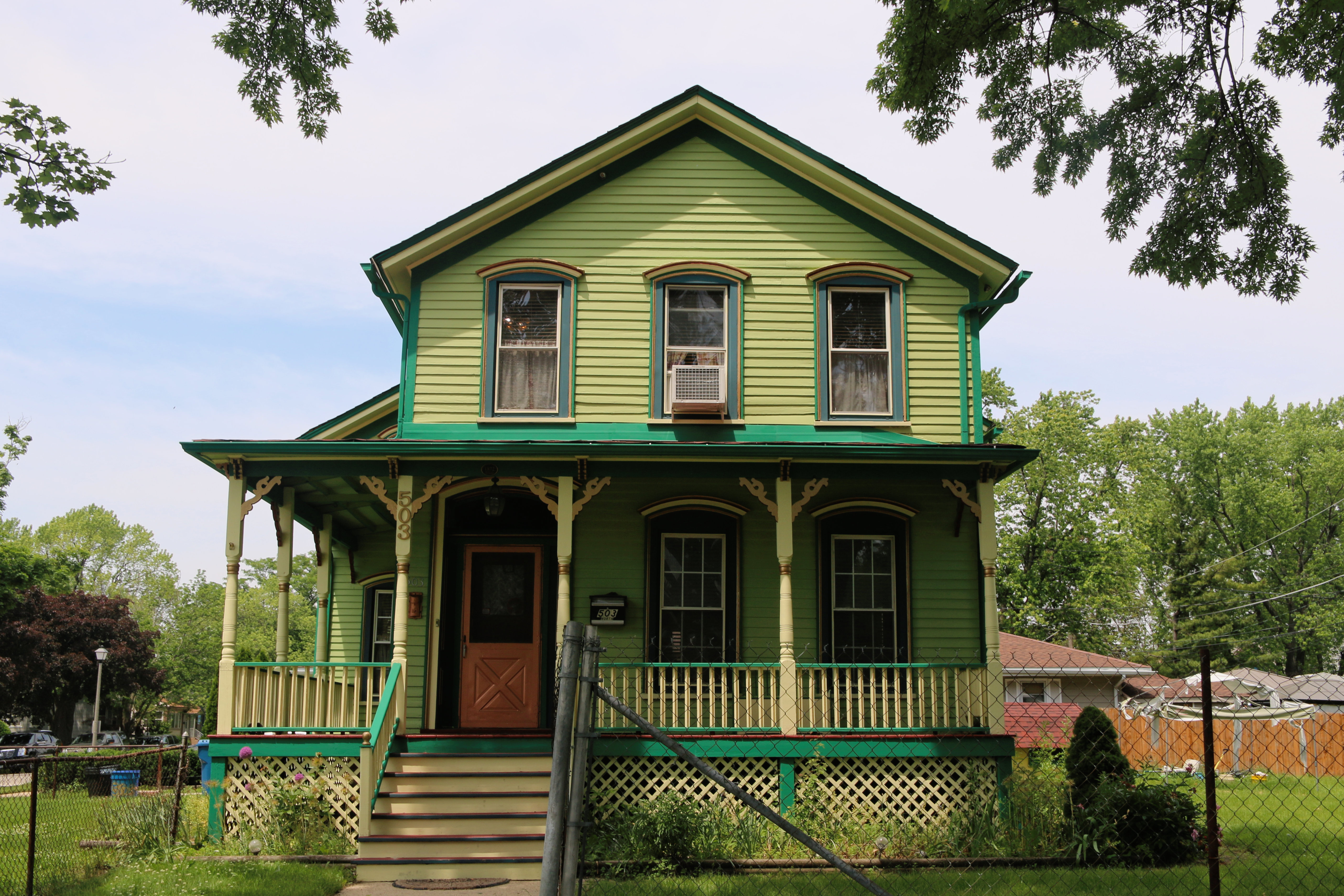

### تعداد عام 2010
بلغ عدد سكان مايوود 24,090 نسمة بحسب تعداد عام 2010، وبلغ عدد الأسر 7,407 أسرة وعدد العائلات 5,538 عائلة مقيمة في القرية. في حين سجلت الكثافة السكانية 3,421.9 نسمة لكل كيلومتر مربع (8,862.7/ميل2). وبلغ عدد الوحدات السكنية 8,393 وحدة بمتوسط كثافة قدره 1,192.2 لكل كيلومتر مربع (3,087.8/ميل2).
وتوزع التركيب العرقي للقرية بنسبة 12.55% من البيض و74.40% من الأمريكيين الأفارقة و0.35% من الأمريكيين الأصليين و0.51% من الأمريكيين ذوي الأصول الآسيوية و10.34% من الأعراق الأخرى و1.84% من عرقين مختلطين أو أكثر و20.75% من الهسبانيون أو اللاتينيون من أي عرق.
بلغ عدد الأسر 7,407 أسرة كانت نسبة 42.9% منها لديها أطفال تحت سن الثامنة عشر تعيش معهم، وبلغت نسبة الأزواج القاطنين مع بعضهم البعض 36.5% من أصل المجموع الكلي للأسر، ونسبة 29.9% من الأسر كان لديها معيلات من الإناث دون وجود شريك،  بينما كانت نسبة 8.3% من الأسر لديها معيلون من الذكور دون وجود شريكة وكانت نسبة 25.2% من غير العائلات. تألفت نسبة 21.3% من أصل جميع الأسر من عدة أفراد يعيشون في نفس المنزل ونسبة 8.7% كانت تتألف من شخص يعيش بمفرده يبلغ من العمر 65 عاماً أو أكثر. وبلغ متوسط حجم الأسرة المعيشية 3.24، أما متوسط حجم العائلات فبلغ 3.77.
بلغ العمر الوسطي للسكان 33.4 عاماً. وكانت نسبة 28.3% من القاطنين تحت سن الثامنة عشر، وكانت نسبة 10.3% بين الثامنة عشر والرابعة والعشرين عاماً، ونسبة 25.7% كانت واقعةً في الفئة العمرية ما بين الخامسة والعشرين والرابعة والأربعين عاماً، ونسبة 24% كانت ما بين الخامسة والأربعين والرابعة والستين، ونسبة 11.7% كانت ضمن فئة الخامسة والستين عاماً فما فوق. وتوزع التركيب الجنسي للسكان بنسبة 47.5% ذكور و52.5% إناث.

## أعلام
- بيل دونوفان
- ريتشارد دبليو. هوفمان
- أرثور أوليفر لوندال أتكين
- غريغ فوستر
- سيدني هاتش
- دينيس فرانز
- جيم بروير
- باسيل بينيت
- شانون براون
- والتر بيرلي غريفين

## وصلات خارجية
- الموقع الرسمي